# Spare- og Lånekassen for Flensborg og Omegn
Die Spare- og Lånekassen for Flensborg og Omegn (deutsch Spar- und Leihkasse für Flensburg und Umgebung) war eine Sparkasse in Flensburg.
Die Spar- und Leihkasse wurde auf Initiative des Reichstagsmitgliedes Gustav Johannsen im März 1875 gegründet und nahm am 9. Oktober 1875 formell ihre Geschäftstätigkeit mit einem Garantiekapital von 10.000 Mark auf. Der Kundenkreis bestand vor allem aus Angehörigen der dänischen Minderheit in Flensburg und Umland, oft waren es Handwerker. Die ersten Räumlichkeiten bezog die Spar- und Leihkasse im 1. Stock des Hauses Große Straße 542 (dem jetzigen Gebäude Norderstraße 11–13). Mit der Einführung des Bürgerlichen Gesetzbuches im Jahr 1900 traten neue gesetzliche Bestimmungen in Hinblick auf das Sparkassenwesen ein. So wurden sämtliche Sparkassen einer öffentlichen Aufsicht und Kontrolle unterworfen. Um die Unabhängigkeit der dänischen Spar- und Leihkassen in Schleswig zu sichern, wurden diese schließlich zum 1. Januar 1900 in eine GmbH umgewandelt. Das Stammkapital der nun als GmbH auftretenden Spare- og Lånekassen betrug zu Beginn des Jahres 1900 33.000 Reichsmark. Eine zwischenzeitlich in Frøslev eingerichtete Filiale wurde nach der neuen Grenzziehung 1922 wieder aufgegeben. 1923 wurde der Name der Spar- und Leihkasse zu Spare- og Lånekassen GmbH, Flensborg verkürzt. Im Oktober 1923 wurde in der Blattzentrale (Bladcentralen) der Flensborg Avis am Nordermarkt eine Wechselstube übernommen und noch bis Ende der 1930er Jahre weiterbetrieben.
Nachdem die Flensburger Volksbank, die ebenfalls dem dänischen Bevölkerungsanteil zugerechnet wurde, 1925 in ökonomische Schwierigkeiten geraten war, wurde beschlossen, die Spare- og Laanekasse in eine Aktiengesellschaft umzuwandeln und zwar in der Form, dass die Spare- og Laanekasse mit allen Aktiven und Passiven in die neuzugründende Union-Bank AG aufgehen solle. Die Gründungsversammlung der Union-Bank fand schließlich am 28. August 1928 statt. Die bisherige Spare- og Laanekasse wurde formell noch bis Mitte 1929 weitergeführt.